# 聖胡安德爾里奧科科

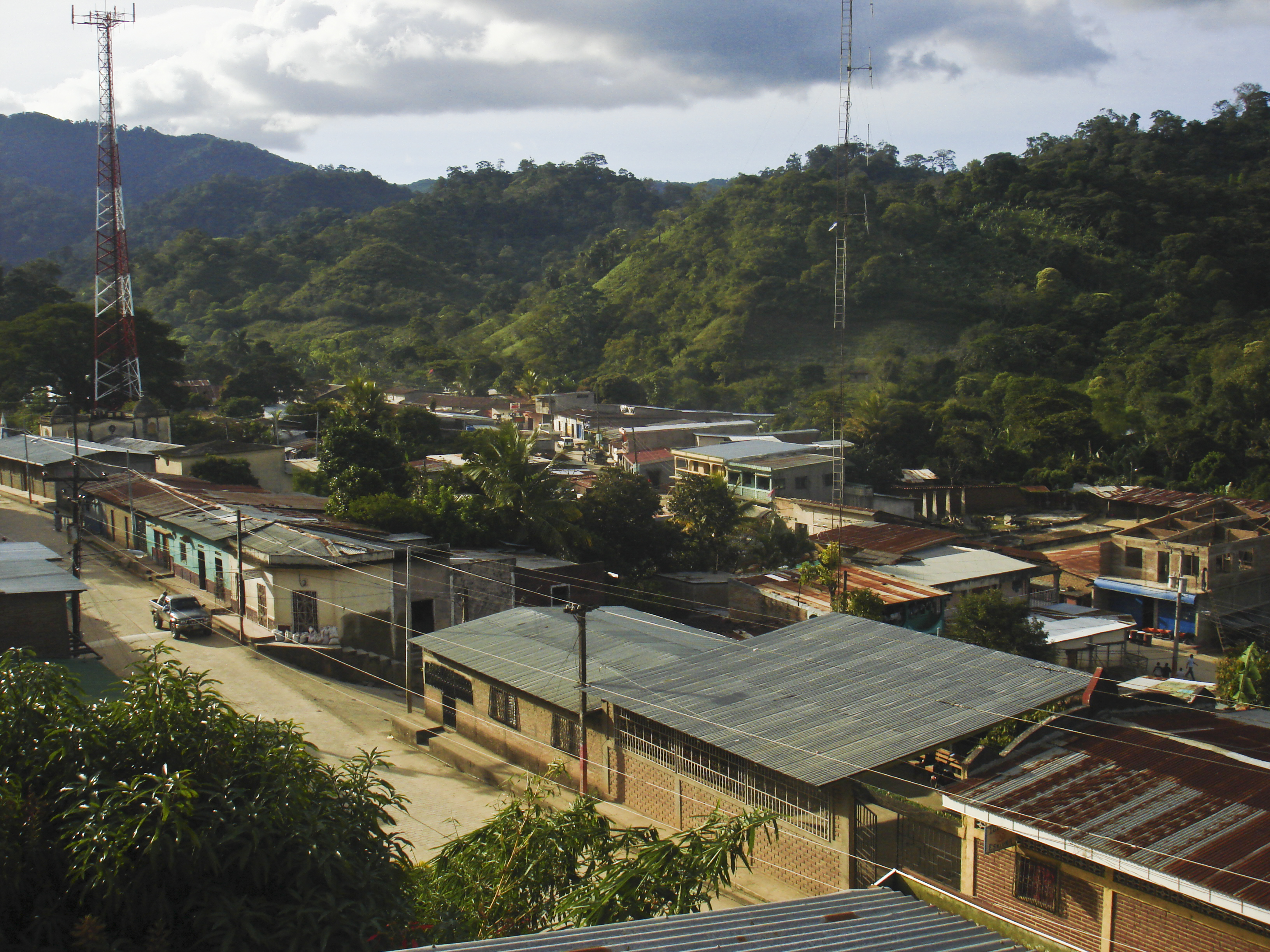
聖胡安戴里奧科科

聖胡安戴里奧科科（西班牙語：San Juan del Río Coco），是尼加拉瓜的城鎮，位於該國北部，由馬德里斯省負責管轄，始建於1964年，面積182平方公里，海拔高度856米，2005年人口21,114，人口密度每平方公里116.01人。